# 한상혁 (변호사)
한상혁(韓相赫, 1961년 충청남도 청양군 ~ )은 대한민국의 변호사이며, 제7대 방송통신위원회 위원장이다.

## 학력
- 1980년 대전고등학교 졸업
- 1989년 고려대학교 법학과 졸업
- 2010년 중앙대학교 신문방송대학원 신문방송학과 방송영상전공 석사과정 졸업 (언론학석사, 학위논문명 : 방송보도의 공정성 심의제도에 대한 연구)

## 경력
- 1998년 제40회 사법시험 합격
- 2001년 제30기 사법연수원 수료
- 2001년 2월 ~ 2006년 : 법무법인 정세 변호사
- 2001년 ~ 2004년: MBC프로그램 고문변호사
- 2003년 ~ 2007년: 한국PD연합회 자문변호사
- 2003년 ~ 2019년: 주식회사 미디어윌 고문변호사
- 2006년 ~ 2019년: 법무법인 정세 대표변호사
- 2006년 ~ 2009년: MBC프로그램 고문변호사
- 2006년 ~ 2007년: 방송통신융합추진위원회 전문위원
- 2006년 ~ 2009년: 미디어오늘 객원 논설위원
- 2007년 ~ 2010년: 지역신문발전위원회 위원
- 2008년 ~ 2010년: (사) 민주언론시민연합 이사
- 2008년 ~ 2019년: (사) 민주언론시민연합 정책위원
- 2009년 8월 ~ 2012년 8월: 제8기 방송문화진흥회 이사
- 2013년 ~ 2019년: 중앙대학교 신문방송대학원 신문방송학과 객원교수
- 2018년 3월: (사) 민주언론시민연합 공동대표
- 2019년: (재) 자유언론실천재단 감사
- 2019년 9월 ~ 2023년 5월: 방송통신위원회 위원장
- 2019년 9월 ~ 2021년 5월: 녹색성장위원회 당연직위원
- 2021년 5월 ~ 2023년 5월: 2050 탄소중립위원회 당연직 위원

## 논란
종편 점수조작 혐의관련
한상혁 위원장이 지난 2020년 3월에 tv조선 관련 재승인 점수를 조작했다는 의혹이 있었다 이로 인해 윤석열 대통령이 해임을 재가했다.

## 가족
아버지는 한준수는 28대 연기군수를 역임하였다.